# 동서산업개발
동서산업개발은 대한민국의 게임 유통사이자 개발사이다. 1986년 설립되었으며, 1989년부터 동서게임채널이라는 브랜드로 게임 유통 및 개발에 참여하여 왔다.

## 유통한 게임
- 고인돌(원 제목은 "선사시대")
- Their Finest Hour
- 나치 공군의 비밀 무기
- 니드 포 스피드 시리즈
- FIFA 시리즈 (초기)
- 래리 시리즈
- 레드 바론
- 젤리아드
- 요절복통 기계
- 원숭이 섬의 비밀 시리즈
- 어둠 속에 나 홀로 시리즈(2편까지)
- 어둠의 씨앗:아웃포스트
- 울펜슈타인 3D(울프 3D란 제목으로 출시)
- 잃어버린 낙원
- 윙커맨더 3
- 윙커맨더 4
- 리틀 빅 어드벤처 시리즈(릴렌트리스란 이름으로 발매)
- 커맨드 앤 컨커 시리즈(레드얼럿 애프터매스까지, 타이베리안 선부터는 EA 코리아가 발매)
- 시스템 쇼크
- 신디케이트 시리즈 (신디케이트, 신디케이트 워즈)
- 타임 코만도
- 텍스 머피 시리즈 (Under a killing moon(죽음의 달빛 아래서)까지 국내발매)
- 킹즈 퀘스트 시리즈
- 인디아나 존스: 최후의 성전
- 인디아나 존스: 아틀란티스의 운명
- 매니악 맨션
- 장난감 공장의 야근
- X-Wing
- TIE Fighter
- 윌리 비미쉬의 모험
- 아머 앨리 (애플의 레스큐 레이더스 리메이크판)
- 씨프 : 더 다크 프로젝트 (대도 : 검은 음모라는 이름으로 발매)
- 델타 포스 시리즈
- F-22 라이트닝 시리즈